# Nekoosa
Nekoosa is een plaats (city) in de Amerikaanse staat Wisconsin, en valt bestuurlijk gezien onder Wood County.

## Demografie
Bij de volkstelling in 2000 werd het aantal inwoners vastgesteld op 2590. In 2006 is het aantal inwoners door het United States Census Bureau geschat op 2521, een daling van 69 (-2,7%).

## Geografie
Volgens het United States Census Bureau beslaat de plaats een oppervlakte van 8,8 km², geheel bestaande uit land. Nekoosa ligt op ongeveer 290 m boven zeeniveau.

## Plaatsen in de nabije omgeving
De onderstaande figuur toont nabijgelegen plaatsen in een straal van 20 km rond Nekoosa.